# Madziaryzacja

Mapa językowa sporządzona przez Pála Telekiego wg spisu powszechnego Królestwa Węgier z 1910 na konferencję pokojową w Paryżu

Madziaryzacja – proces asymilowania bądź asymilowania się ludności niemadziarskiej do kultury i narodowości węgierskiej.

## Historia
Madziaryzacja była naturalnym zjawiskiem społecznym na obszarze Królestwa Węgierskiego, obejmującego od czasów średniowiecznych – poza Węgrami właściwymi – Siedmiogród, Słowację, Banat (w XVIII wieku szlachta tych krajów, nie wliczając napływowej niemieckiej, była prawie w całości zmadziaryzowana) i Chorwację (której elity w znacznej części oparły się madziaryzacji). Madziaryzacji ulegli m.in. osadzani w królestwie irańscy Jasowie, kipczaccy Kumanie i Kabarowie czy Seklerzy.
Burzliwy przebieg miała urzędowa madziaryzacja po powstaniu Austro-Węgier w 1867 roku, gdy rząd w Peszcie uzyskał kontrolę nad polityką oświatową i kulturalną. W 1874 rozwiązano słowackie gimnazja, rok później zlikwidowano Macierz Słowacką. W 1879 język węgierski stał się obowiązkowy w szkołach podstawowych Królestwa Węgier. W 1899 zmadziaryzowano dziesiątki nazw miejscowości na terenie dzisiejszej Słowacji. Wreszcie 2 czerwca 1907 sejm węgierski uchwalił tzw. Lex Apponyi, w myśl którego węgierski stał się wykładowym we wszystkich szkołach powszechnych. W tym czasie nasiliły się zarówno dążenia narodowe ludności niewęgierskiej krajów Korony Świętego Stefana, jak i dążenia madziaryzacyjne Pesztu, mające w zamierzeniu nie dopuścić do oderwania się tych krain. Finalnie ich skutek okazał się odwrotny od zamierzonego, doprowadzając m.in. do masakry w Černovej.
Madziaryzacją szczególnie objęte zostały żyjąca w granicach Zalitawii ludność słowacka, serbska, rumuńska, rusińska i chorwacka.